# Ragno (immaginario)

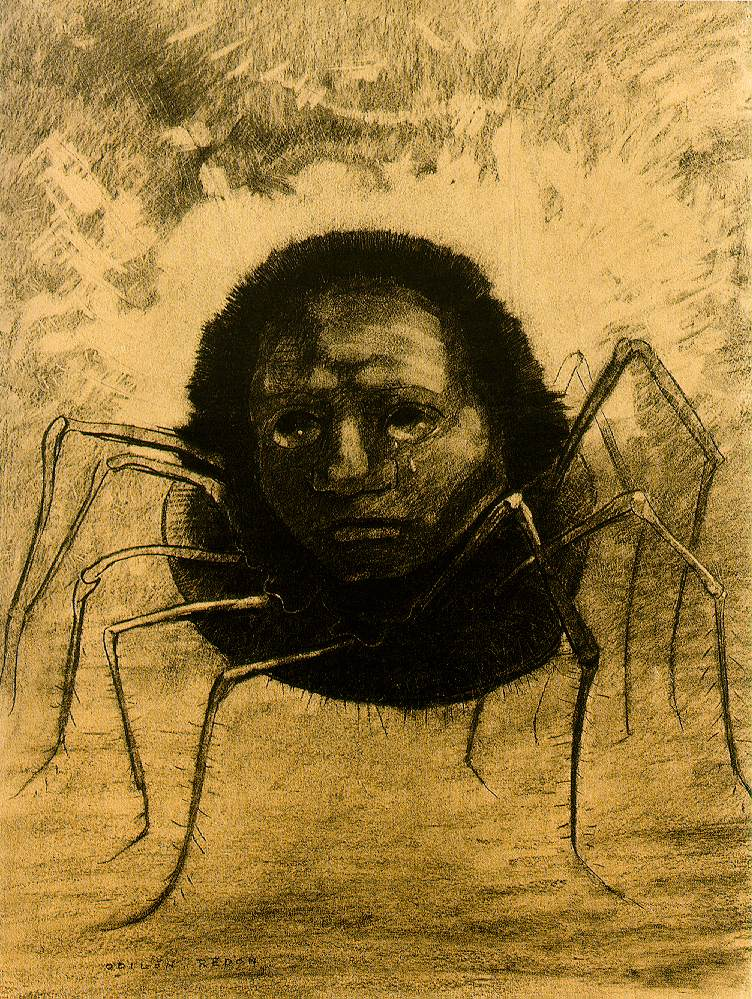
Odilon Redon, L'Araignée qui pleure (1881)

Il ragno è un animale che, per le sue caratteristiche, ha colpito e stimolato l'immaginario umano, entrando - spesso con le caratteristiche di una creatura leggendaria - nel folklore e nella mitologia di vari popoli. Tra le numerose attestazioni spiccano in particolare il mito di Aracne e il fenomeno del tarantismo.
Come il serpente, anche il ragno alterna una simbologia positiva ad una negativa, in base a come le sue stesse caratteristiche - anatomiche, comportamentali, persino "psicologiche" - sono state interpretate di volta in volta.
Uno degli aspetti che ha maggiormente colpito l'immaginario umano è la laboriosità del ragno, unita a una grande precisione tecnica, che tale animale dimostra nel tessere la propria tela. Da ciò derivano molti miti (in primis quello greco di Aracne), in cui tali caratteristiche divengono il centro o, quantomeno, lo spunto della narrazione e - spesso - il fulcro del significato morale.
Altro aspetto molto rilevante, questa volta in chiave negativa, è il pericolo potenziale rappresentato dal ragno, predatore, talvolta velenoso, che grazie alla sua tela - o, in alcuni casi, alla caccia - si procura il cibo per divorarlo ancora in vita dopo averlo paralizzato.

## Il ragno come simbolo positivo

### Il ragno creatore e portatore del fuoco
Al di fuori della cultura e mitologia occidentale, il ragno è visto da vari popoli come un essere creatore da cui ha avuto origine il mondo o come un benefattore dell'umanità per averle donato il fuoco (svolgendo in questo caso la stessa funzione del Prometeo greco, sebbene in modo del tutto indipendente).
Nereau (il signore dei ragni), venerato nelle isole micronesiane Nauru, è l'esempio più tipico di ragno creatore nei suoi due aspetti di Ragno Antico (Areop-enap) e Ragno Giovane; nella versione diffusa nelle Isole Gilbert, in particolare, Ragno Antico crea il cielo e la terra da una conchiglia. Affine è il mito della donna-ragno Biliku, adorata nelle isole Andamane sia come creatrice sia come portatrice del fuoco. Presso gli Hopi del Nord America, una creatura molto simile di nome Kohyangwuti aiuta Sokutnang a creare gli esseri umani.
In India invece, pur non essendo un animale creatore, il ragno è ugualmente legato all'universo in modo molto stretto: la perfezione millimetrica della sua tela rappresenta, infatti, l'ordine cosmico contrapposto al Caos. Il ragno, in questo caso, è dunque un simbolo ordinatore.
Il legame dei ragni con il mito del fuoco è più diffuso e attestato rispetto a quello con l'origine dell'Universo. Nella mitologia africana, un uomo-ragno di nome Yiyi porta il fuoco dal cielo agli uomini, mentre in Nordamerica i Cherokee narrano in modo avventuroso come Kananeski Amaiyehi (un ragno d'acqua o argironeta) sia riuscito ingegnosamente a trasportare il fuoco in una ciotola.
- Per il legame ragnatela-universo, vedi anche il paragrafo L'ordine cosmico nella tela del ragno.

### Il ragno totemico e benaugurante
Presso diverse popolazioni, il ragno - come molti altri animali - è preso da esempio in qualità di totem per le sue caratteristiche. Il caso meglio attestato e documentato è quello degli aborigeni australiani, per i quali
(Marlo Morgan, E venne chiamata Due Cuori)
Anche nello sciamanesimo, il ragno può rappresentare un totem, uno spirito-guida saggio che, lasciato temporaneamente il mondo dei morti, appare in visione ad un apprendista sciamano. La forma assunta, di solito, è quella di un nano, ma sono stati registrati dei casi (come dallo psicologo e antropologo inglese Brian Bates) in cui il nano stesso decide di assumere l'aspetto di una "creatura simile ad un ragno" (vedi anche il paragrafo Il ragno spirituale e psicopompo).
In Cina, vedere un ragno ha invece un significato di buon augurio, talvolta codificato. In alcune circostanze, ad esempio, può significare il "ritorno del figliol prodigo". L'abilità di liberare le case dagli insetti, spesso avvertita popolarmente come miracolosa, ha inoltre favorito una nomea positiva in alcuni contesti culturali europei. Di questa rimane una traccia nel proverbio inglese

### Il ragno magico e taumaturgico
In diverse culture, il ragno (oltre a essere un animale al limite fra realtà e immaginario) è anche una creatura cui vengono attribuiti dei poteri magici. Secondo i casi, esso diviene dunque uno sciamano, un guaritore, una porta e così via.
In particolare, il potere taumaturgico del ragno è documentato in alcune "ricette" della medicina popolare. Secondo una di queste, ad esempio, per guarire dalla febbre (che in realtà è un sintomo, non una malattia) bisognerebbe spaccare una noce e chiudervi all'interno un ragno vivo, portando addosso l'amuleto per 48 ore. Secondo un'altra, attestata ad esempio nel Reggiano, far mangiare un ragno ad un infermo (purché ciò avvenga a sua insaputa) guarirebbe dalla malaria. Una pratica simile veniva consigliata anche alle donne lattanti che, al posto del chinino, erano invitate ad assumere ragnatele per evitare il contagio al proprio bambino durante l'allattamento.
In generale, amuleti a forma di ragno o ricavati da esso sono ritenuti particolarmente efficaci. Nei vasi di farmacia in uso un tempo, era anzi un ingrediente immancabile - assieme a diversi altri - la tela di ragno. Inoltre, secondo l'alchimista Crollius, uccidere un ragno da cui si è stati morsi, schiacciandolo sulla ferita, sarebbe un antidoto infallibile contro il veleno immesso nel sangue dall'animale stesso, in accordo con la teoria generale di Athanasius Kircher (deve trattarsi, però, del medesimo ragno, non di un altro esemplare della sua specie). A questo tema è legata la visione negativa del potere magico del ragno, evidente nel fenomeno del tarantismo (vedi il paragrafo Un mostro infido, paziente e velenoso).
Del tutto positiva, invece, la magia operata dai ragni di Se ti tagliassero a pezzetti di Fabrizio De André. Come abili chirurghi, queste creature ricuciono la pelle strappata, ridonandole tono e vita. L'immagine dei ragni che ricoprono un corpo umano è qui in contrasto con l'orrore che, normalmente, una tale vista dovrebbe suscitare: tutti intenti a tessere una tela come un filo chirurgico preciso e resistente, essi ricompongono le disiecta membra della ragazza al centro della canzone, la cui libertà e fantasia sono «continuamente minacciate di morte dalla nostra civiltà, ma indistruttibili nella coscienza dell'uomo» (Fabrizio De André).
Attributi magici simili a quelli della medicina popolare si riscontrano anche al di fuori del folklore, soprattutto in letteratura e nel cinema, a carattere (questa volta) non più antropologico ma di semplice "invenzione" per rendere più accattivante o misterioso il plot. In Supergirl - La ragazza d'acciaio (1984) di Jeannot Szwarc, un ragno intrappolato proprio in un guscio di noce è la "ricetta" per un filtro d'amore: nel momento in cui l'animale uscirà dalla sua piccola prigione, la vittima dell'incantesimo si innamorerà del primo uomo che avrà davanti agli occhi.
In un episodio della terza serie di Angel, un ragno magico è invece utilizzato da Lilah Morgan come password speciale per entrare in un'area riservata degli archivi elettronici della Wolfram & Hart; dopo averlo liberato da una scatola, lo adagia sulla tastiera rendendo così visibili le informazioni richieste.
- Per i poteri magici attribuiti al ragno-porta e alla ragnatela, vedi i paragrafi Il ragno spirituale e psicopompo e La ragnatela come "oggetto magico"; per il ragno in letteratura, cinema e musica vedi il paragrafo Ragni d'autore con i relativi sottoparagrafi.

## Il ragno come simbolo negativo

### Un mostro infido, paziente e velenoso
La simbologia negativa del ragno è attestata in ogni continente, sebbene risulti più radicata in Occidente e presso le popolazioni dei deserti. Deriva, con ogni probabilità, dalla paura atavica (e dunque preistorica) dell'uomo nei confronti di tale creatura. La consapevolezza che il suo morso - oltre ad essere spesso particolarmente doloroso - è anche in più di un caso velenoso (se non mortale), deve aver ingenerato ben presto un'associazione immediata e inconscia tra l'aspetto dell'animale predatore e le conseguenze del morso stesso. Di qui l'equazione "otto zampe"="pericolo"="terrore/disgusto" fin nelle prime specie del genere Homo.
A rendere più infido il ragno, devono inoltre aver contribuito la sua pazienza nell'attendere la preda, l'intelligenza dimostrata nelle varie tecniche di caccia (dalla ragnatela alle buche nascoste, al mimetismo), l'agilità e velocità nei movimenti. Tutti fattori che aumentano la pericolosità in un eventuale incontro con l'uomo.
Questa visione, inizialmente istintiva e psicologica, diviene poco a poco parte integrante dei vari aspetti della cultura presso i popoli che la condividono. Ecco allora che il ragno acquista una sua fisionomia e un suo ruolo nella mitologia e nella religione. Molte popolazioni, ad esempio, prevedono rituali specifici per guarire dal veleno del ragno, oppure per placare o allontanare la creatura, vista in tal caso come una semi-divinità o una divinità vera e propria. S'inserisce in questo contesto il noto fenomeno del tarantismo.
Col passare del tempo, anche in altri settori il ragno fa la sua comparsa, più o meno da protagonista, a partire da arte, letteratura e musica, fino alle attestazioni più recenti nel cinema e nella televisione.
- Per approfondimenti sul fenomeno del tarantismo, vedi tale voce.

### Il ragno gigante
Racconti, miti e leggende sui ragni giganti si inseriscono nel contesto più ampio del folklore legato ai mostri teriomorfi (o zoomorfi) affetti da gigantismo. Si tratta dunque, in generale, di aracnidi dalle fattezze simili o identiche a quelle di specie esistenti in natura ma dalle dimensioni abnormi. La paura atavica nei confronti dei ragni è dunque amplificata dalla loro smisurata e portentosa crescita. Ne sono esempi le creature dei film Tarantola, La vendetta del ragno nero e Krull, Ungoliant e Shelob nelle opere di J. R. R. Tolkien, Aragog nella saga di Harry Potter, la vera forma di It nell'omonimo romanzo di Stephen King. Al gigantismo degli aracnidi corrisponde talvolta, secondo la specie di riferimento, quello delle ragnatele, trappole mortali o comunque ostacoli per gli stessi esseri umani.
Storie riguardanti i ragni giganti sono attestate in Europa, Asia, Africa e Americhe. In una leggenda giapponese, ad esempio, Raikō e la sua banda, attirati in una caverna dall'apparizione di una bella donna, si ritrovano invischiati nella tela tessuta da un magico ragno gigante; Raikō, dopo aver pregato Shōki lo scacciademoni, si sbarazza del mostro con la spada. Una leggenda birmana, originatasi nella città di Pindaya (il cui simbolo, pin-gu, significa ragno), narra invece di sette principesse che facevano il bagno nel lago Boutalake e si rifugiarono in una grotta perché sorprese da una tempesta; qui furono imprigionate da un ragno gigante e poi liberate da un principe che aveva udito le loro suppliche e che uccise il mostro..

### Metamorfosi da uomo a ragno: la punizione divina
Forse il mito più famoso concernente la trasformazione da uomo a ragno da parte di una divinità è quello della sventurata Aracne, figlia di Idmone, che osò sfidare la dea Atena ad una gara di tessitura, vincendola. La dea, adirata, trasformò Aracne in un ragno, condannandola a tessere tele per tutta la vita. Il mito, ripreso in numerose opere d'arte e letterarie, appare anche nella Divina Commedia dantesca:
(Purgatorio, Canto XII, 43-45)

### Il ragno scenografico o d'ambientazione
Spesso per i suoi tratti caratteristici negativi (reali o supposti), il ragno è in grado di evocare un'atmosfera lugubre e misteriosa con la sua sola presenza. In questo caso, dunque, non ha un valore morale o narrativo né è un vero e proprio personaggio, come avviene nei miti, nei racconti popolari e nelle fiabe; è invece un semplice elemento scenografico.
Per tale motivo, il ragno è un topos letterario e cinematografico molto usato, a volte in modo originale, altre in modo logoro e stereotipato. Nell'horror, ma non solo, è una presenza fissa in castelli, cripte, sotterranei e in genere luoghi abbandonati (e in quanto tali ricoperti di ragnatele).
Tra i vari usi, particolarmente singolare è quello reinventato da Peter Jackson nel film Creature del cielo, dove un enorme ragno stilizzato (di cui sono abbozzati il corpo arancione e quattro zampe) compare sulla parete interna di un castello di sabbia, quasi fosse un trofeo.
Anche uno dei maestri dell'horror, Stephen King, ha utilizzato questa creatura per "decorare" la sua casa vittoriana invernale nel Maine (al 49 Florida Avenue a Bangor): il cancello esterno è infatti arabescato con ragni, ragnatele e due pipistrelli in ferro battuto.

## Il ragno come simbolo ambivalente

### Il ragnotrickster
Come trickster, il ragno conserva sia le sue caratteristiche positive sia quelle negative, così da risultare una creatura ambivalente, ambigua, imprevedibile e, spesso, anche priva di coerenza. Incarna infatti, come tutti i trickster, un primo tentativo dell'uomo di sistemare le due categorie del Bene e del Male, non in modo manicheo, bensì con confini sfumati o addirittura sfuggenti.
Il ragno trickster è documentato solo in alcune regioni dell'Africa occidentale, dove riveste una certa importanza presso i popoli di lingua hausa, bantu, twi, vai e temme, ed anche kwa (per il popolo Agni). Fra tutti, spiccano i racconti legati alla figura di Anansi, i cosiddetti Anansesem ovvero "storie dei ragni" (o "parole del ragno" o "parole intorno al ragno"), e il mito Agni Il ragno, la ragazza e la ceiba.
L'unica attestazione al di fuori dell'area africana è nel Nordamerica, presso la tribù degli Oglada Dakota.
- Per l'evoluzione del ragno trickster vedi il paragrafo Il ragno freak.

### Il ragno spirituale e psicopompo
Il ragno, oltre che una simbologia sul piano fisico, ne ha anche su quello spirituale, legato cioè allo spirito umano, al mondo dell'aldilà o, più in generale, ai mondi che esistono parallelamente all'habitat dell'uomo (sotterranei, cielo, inferi...).
Nella cultura popolare dell'Europa (occidentale ed orientale) è diffusa la credenza che l'anima, durante il sonno, possa uscire e rientrare dalla bocca sotto forma di ragno. Nella mitologia precolombiana è invece frequente il legame fra il ragno e la morte, non in senso negativo (come di solito lo intende la cultura occidentale). Tale creatura, infatti, è vista come uno psicopompo, anche in modo indiretto. La popolazione dei chibcha, ad esempio, crede che i defunti attraversino il lago della morte su barche fatte di ragnatele.
Il ragno, dunque, da guida per l'aldilà, acquista la funzione di ponte o di porta, cioè di tramite fra mondi che, normalmente, non sono comunicanti fra loro. La ragnatela, in particolare, è nel folklore dell'America meridionale il mezzo per salire dal mondo inferiore al mondo superiore (vedi La ragnatela come "oggetto magico").
In alcuni casi, il legame fra il ragno e l'oltretomba implica che tale creatura sia anche saggia e in grado di consigliare l'uomo, così come farebbe un defunto. Nello sciamanesimo, ad esempio, può accadere che lo spirito-guida interiore (legato al mondo dei morti) si presenti in visione all'apprendista sciamano sotto forma di ragno. Un tema, dunque, strettamente connesso con il ragno totemico.
Diverse fonti della mitologia norrena stabiliscono un'associazione fra il ragno e il dio malvagio Loki.

### Il ragnofreak
Nella letteratura, la figura del ragno viene a volte assimilata a quella del freak, il mostro (o fenomeno) incompreso e temuto per il proprio aspetto, ma in realtà dolce e gentile, e spesso (finché non si adira) anche innocuo. Tale rappresentazione, sconosciuta allo schema narrativo dei racconti popolari, è comunque - almeno in parte - un'evoluzione del ragno trickster presente anche in alcune fiabe.

Un caso significativo di ragno freak è al centro di un racconto di Eugenio Montale. Qui il personaggio di Clizia - senhal usato dallo scrittore per Irma Brandeis - si fa ipnotizzare e regredisce ad una sua vita precedente. Durante l'ipnosi, qui molto simile a un sogno vero e proprio, la donna diviene un ragno nel cortile di Pitagora: tesse ad arte la sua tela (che spesso il filosofo guarda con attenzione o perfino ammirazione), assiste alle lezioni impartite ai discepoli e, soprattutto, vede ogni cosa da un'angolazione inedita.
(Eugenio Montale, Clizia a Foggia, raccolto in Farfalla di Dinard)
Tutte queste doti, tuttavia, non sono riconosciute, al suo risveglio, né dall'ipnotizzatore né dal pubblico che assiste all'esperimento sulla metempsicosi. Il "salto" evolutivo" dallo stadio di ragno a quello di uomo è ritenuto non solo impossibile, ma perfino offensivo verso la "perfezione" dell'essere umano. Il ragno-Clizia è dunque una creatura incompresa, capace di grande sensibilità e amore per la vita, ma derisa come tutti i freak alla stregua di un Frankenstein o dei fenomeni da baraccone di Tod Browning.
Oltre che in letteratura e al cinema, il ragno freak ha avuto fortuna nel mondo della musica e, in particolare, in alcuni testi di David Bowie (specie nell'album The Rise and Fall of Ziggy Stardust and the Spiders from Mars e nella canzone Glass Spider) e in Boris the Spider dei Who.

## La ragnatela: ogni filo ha il suo destino
«Tessere non significa soltanto predestinare (sul piano antropologico) e riunire insieme realtà diverse (sul piano cosmologico), ma anche creare, far uscire dalla propria sostanza, come fa il ragno costruendo da sé la propria tela»; così si esprime Mircea Eliade nel suo Trattato di storia delle religioni. Nell'immagine della ragnatela, ci sarebbe dunque - presso molti popoli - una compresenza di archetipi: la creazione, il ponte, il destino.
La ragnatela assume tuttavia anche significati più pragmatici seppure sempre legati alla perfetta architettura della sua realizzazione. Tra questi si ricorda la simbologia associata alla dialettica, basata sull'idea che le parole possano intrappolare l'interlocutore come il ragno la sua preda.

### L'ordine cosmico nella tela del ragno
La struttura ordinata della ragnatela richiama, presso alcuni popoli, quella altrettanto ordinata dell'universo inteso come Cosmo contrapposto al Caos. Il ragno, di conseguenza, appare come l'architetto del mondo, mentre la sua opera (la tela) una metafora del creato. Presso molte popolazioni dell'Africa centrale e meridionale, la Divinità (Mulungu), dopo aver vissuto sulla Terra, vedendo che gli uomini uccidevano i suoi servitori e incendiavano la boscaglia, si ritirò nel Paradiso celeste lungo le gigantesche ragnatele che sembrano pendere dal cielo nella nebbia mattutina.
La ragnatela non sempre è connessa con l'idea di creazione, ma anche a quella di distruzione, anche in senso catartico. Un esempio è nelle credenze degli Hopi, secondo i quali la comparsa di una colossale ragnatela che ricoprirà ogni terra sarà uno dei nove segni della fine del mondo: «In prossimità del giorno della purificazione, delle ragnatele andranno da un lato all'altro del cielo».

### Quando il ragno tesse la vita dell'uomo
Il tessere del ragno, seguendo l'interpretazione del folklore data da vari antropologi, è strettamente legato all'idea del fuso, della vita che viene filata dalla nascita alla morte.

Nella mitologia norrena, la ragnatela è associata a Holda e alle Norne (grossomodo le equivalenti delle Parche greche). Presso diversi popoli, inoltre, la Luna è spesso raffigurata come un enorme ragno; essa, infatti, 
(Mircea Eliade, Trattato di storia delle religioni)
Ciò avviene, ad esempio, in alcune rappresentazioni della dea lunare Yxchel, venerata dai Maya nello Yucatán. Spesso ritratta accanto a un telaio, si associa infatti al ragno che tesse la tela sotto il nome di Yxcanleom.
Anche in medicina, la metafora del ragno che tesse la tela è stata utilizzata per simboleggiare la vita, nello specifico la complessità del corpo umano. Ippocrate, nel De natura ossium ("sulla natura delle ossa", in greco Περί ὀστέων φύσιος) usa l'espressione "ha tessuto la ragnatela" ("ἠραχνίωκε") per dire "ha formato una rete di vene". Una metafora assai simile - "ἀραχνοειδής" ("simile a ragnatela") - ricorre varie volte negli scritti di un altro medico greco, Galeno, il quale la usa in contesti diversi: riguardo ai nervi, alla retina, all'urina (così anche nelle Coacae praenotiones - "Predizioni di Cos", in greco Κωακαί προγνώσεις - di Ippocrate che, per la precisione, utilizza un termine affine, "ἀραχνιώδης", col significato di "pieno di filamenti"), nuovamente alle vene, ecc.
Un qualche fondamento scientifico ha, infine, l'antico uso popolare di fasciare le ferite con le ragnatele per evitare infezioni. La tela del ragno, infatti, possiede proprietà antibatteriche.

## Il ragno e la ragnatela nei proverbi e nei modi di dire
Fin dall'antichità, è nota la metafora della ragnatela per evocare un luogo (anche figurato) abbandonato da tempo, in disuso, dimenticato. Nella letteratura latina, ad esempio, Apuleio descrive iperbolicamente la bocca del protagonista Lucio con le parole "fauces diutina fame saucias et araneantes" ("fauci afflitte e piene di ragnatele per la lunga fame", Le metamorfosi IV 22).
"Non cavare un ragno dal buco" significa non ottenere risultati nonostante sforzi e tentativi.

## Il ragno e la ragnatela nei miti e nelle religioni
Il ragno ha anche un ruolo di un certo rilievo nella religione islamica, per almeno due motivi:
- innanzitutto, esso dà il nome alla ventinovesima Sūra del Corano (cankabût "il ragno"). In essa, è la tela del ragno che viene menzionata, per paragonare alla sua fragilità la consistenza degli alleati che i miscredenti potrebbero avere se chiedessero aiuto ad altri che a Dio:

(Corano 29.41, trad. di Bausani)
- inoltre, una diffusa tradizione vuole che quando Maometto, in fuga dalla Mecca, si nascose, insieme ad Abū Bakr, in una caverna, un ragno abbia costruito miracolosamente la sua tela in pochi istanti all'imboccatura della cavità, cosicché gli inseguitori credettero che da lì non fosse passato nessuno e rivolsero altrove le proprie ricerche.

## Ragni d'autore

### Nell'arte
- Il ragno è uno degli animali raffigurati nelle linee di Nazca. Lungo circa 45 m, fu realizzato - come gli altri geoglifi dell'area - rimuovendo le pietre contenenti ossidi di ferro dalla superficie del deserto, creando in tal modo un contrasto con il pietrisco sottostante, più chiaro. Secondo l'astronoma Phyllis Pitluga, ricercatrice all'Alder Planetarium di Chicago, rappresenterebbe la costellazione di Orione. È ipotizzabile che avesse una funzione magico-religiosa e, nelle credenze della civiltà Nazca, dovesse servire da segnale visibile dall'alto al leggendario eroe-maestro Viracocha quando fosse tornato atterrando dal cielo.
- Nel dipinto allegorico La Dialettica di Paolo Veronese (1575-1577), la personificazione femminile di quest'arte tiene fra le mani alzate una ragnatela che fissa con lo sguardo. Il gesto simboleggia le parole con cui chi è esperto di dialettica è in grado di avviluppare l'interlocutore.
- Due ragni compaiono, insieme ai serpenti, una salamandra e uno scorpione, nel dipinto La Medusa di Rubens (1618, in basso a sinistra).
- La scultrice Louise Bourgeois, specializzata anche in restauro e tessitura di arazzi, ritrae spesso dei ragni con al centro un volto di donna. Tale soggetto si ricollega ai culti della donna-ragno, dea creatrice nativo-americana. Particolarmente nota è la scultura in bronzo Maman ("Mamma", ispirata a una filastrocca) raffigurante un ragno femmina di circa 9 metri dalle lunghe zampe che, sotto il ventre, ha una sacca di marmo bianco con 26 uova. Per l'artista, tale animale è una figura ambivalente perché, suggerisce la critica:

(Lidia Curti, La voce dell'altra. Scritture ibride tra femminismo e postcoloniale, Meltemi Editore, 2006, p. 36)

### Al cinema e nella televisione
- 1955 - Tarantola di Jack Arnold
- 1957 - La vendetta del ragno nero
- 1960 - Come in uno specchio di Ingmar Bergman (Dio appare come un ragno alla protagonista Karin)
- 1964 - Spider Baby
- 1971
  - L'altro corpo di Anny di Peter Sykes (uno scienziato nazista cerca di sviluppare un gas nervino dal veleno di un aracnide, con l'aiuto di una donna che è in realtà una dea ragno)
  - La tarantola dal ventre nero
- 1977 - Kingdom of the Spiders di John "Bud" Cardos con William Shatner
- 1985 - Il bacio della donna ragno di Héctor Babenco, dall'omonimo romanzo di Manuel Puig (il titolo del film cita la pellicola esotica inventata dal protagonista Luis Molina)
- 1987 - Episodio "L'ascensore" ("The Elevator", n. 39) della prima stagione della nuova serie (1985-1989) di Ai confini della realtà (un ragno, nutritosi dell'alimento perfetto e divenuto gigantesco, compare nel finale all'interno dell'ascensore e divora i due protagonisti)
- 1990 - Aracnofobia di Frank Marshall
- 1996 - Microcosmos - Il popolo dell'erba di Claude Nuridsany e Marie Pérennou
- 1997
  - Mari-Cookie and the Killer Tarantula di Jesús Franco
  - Starship Troopers - Fanteria dello spazio di Paul Verhoeven, da un romanzo di Heinlein (gli aracnidi sono in lotta col genere umano e dirottano una meteorite contro Buenos Aires)
- 1998
  - "Tempests", episodio 03x09 della serie televisiva Oltre i limiti (ragni alieni giganti che usano un veleno allucinogeno per nutrirsi delle vittime, umani compresi, ancora in vita)
- 1999 - Wild Wild West di Barry Sonnenfeld (una delle macchine da guerra del diabolico scienziato pazzo Arliss Loveless ha la forma di un gigantesco ragno, verosimilmente una tarantola)
- 2000 - Spiders di Gary Jones
- 2001
  - Arachnid - Il predatore di Jack Sholder (ragni giganti sulla Terra con un'astronave)
  - La vendetta del ragno nero di Scott Ziehl
- 2002
  - Arac Attack - Mostri a otto zampe
  - Spider di David Cronenberg (dove "Spider" è il soprannome del protagonista, interpretato in modo "ragnesco" da Ralph Fiennes)
  - Spider-Man di Sam Raimi
- 2003 - Webs di David Wu (un macchinario apre il portale per un mondo popolato da uomini-ragno e ragni giganteschi)
- 2007 - Caccia al ragno assassino di Terry Winsor
- 2008 - Italian Spiderman (webserie parodia, poi raccolta in un mediometraggio, con un improbabile supereroe dal nome di Italian Spiderman), regia dell'australiano Dario Russo
- 2013 - Enemy di Denis Villeneuve (un enorme ragno appare in diverse scene del film, sovrastando lo skyline della metropoli in cui è ambientato. Nel criptico finale del film la moglie del protagonista sembra trasformarsi in un ragno gigante).

### Nei fumetti
- Il ragno più noto dei fumetti è senza dubbio quello radioattivo che, mordendo Peter Parker, trasforma il giovane nel supereroe Uomo Ragno nei fumetti e nelle strisce Marvel Comics. Nel film tratto dalle molteplici serie a fumetti, la radioattività del ragno è stata sostituita con una (forse considerata più moderna) serie di esperimenti genetici compiuti sul ragno stesso.
- Donna Ragno (Spider-Woman) è il nome di quattro personaggi nell'universo Marvel.
- Altro personaggio dei fumetti Marvel legato agli aracnidi è la Vedova Nera, di cui hanno vestito i panni Natasha Romanova e Yelena Belova.
- In Devilman, il Demone dei Ragni controlla la psiche degli esseri umani attraverso enormi ragni simili a tarantole che si annidano sulla testa, collegandosi al cervello delle loro vittime, impartendo loro ordini.
- Nel manga Inuyasha di Rumiko Takahashi il ragno è il simbolo di Naraku, tale simbolo deriva dal nome dell'umano che è alla base dell'agglomerato di demoni che è Naraku: infatti Onigumo significa letteralmente "demone-ragno".
- In Soul Eater uno degli antagonisti principali è Arachne, sorella maggiore di Medusa e zia di Crona, una strega che è in grado di controllare i ragni e tutto il corpo è composto da questi animali.

### In letteratura
In letteratura, il ragno compare spesso come creatura orrorifica, con lo scopo di inquietare o spaventare il lettore. Per tale motivo, nella maggior parte dei casi, lo si ritrova nei romanzi e nei racconti horror, fantasy e fantascientifici, oltre che nelle fiabe, nelle favole e in poesia; qui (sebbene non sempre) il ragno è un antagonista, ovvero il nemico o comunque la controparte del protagonista. Vi sono però delle eccezioni, comprese delle storie in cui il ragno stesso è protagonista, anche positivo.
- 1873-1875 - The Complete Poems di Emily Dickinson, in cui il ragno compare come un artista incompreso, un "negletto Figlio del Genio" ("neglected Son of Genius") preso "per mano" dalla poetessa nel componimento 1275.
- 1929 - Locked Worlds di Edmond Hamilton, racconto pubblicato nella rivista di fantascienza Amazing Stories Quarterly. Le vicende dei protagonisti si intrecciano con la storia di due razze, i ragni giganti e gli uomini-uccello, divise da un'antica guerra. Un tempo, infatti, gli uomini-uccello erano i dominatori del pianeta grazie alla loro elevata "superscienza"; la loro specie, tuttavia, degenerò costringendoli ad allevare una nidiata di ragni giganti intelligenti in grado di operare i macchinari alla base della civiltà degli stessi uomini-uccello, ormai incapaci di manovrarli da sé. In séguito i ragni si ribellarono e sconfissero i loro padroni, confinati da allora in una fortezza protetta da barriere di vento artificiale al polo sud. Ora i ragni vorrebbero trasferire le proprie città nel mondo degli umani.
- 1930 - The Tragedy of Spider Island di Sterner St. Paul Meek, racconto pubblicato nella rivista di fantascienza Wonder Stories. In séguito a un naufragio nei mari del sud, un atleta di un college fronteggia degli enormi ragni e salva una ragazza. Quest'ultima gli spiega che suo padre, uno scienziato irresponsabile ma non propriamente pazzo, ha irradiato le ghiandole endocrine di alcuni ragni per produrre una specie di aracnidi giganti dai quali ricavare nuovi materiali tessili a scopo benefico, ma anche protettivo contro gli attacchi dei nativi dell'isola, poiché le colossali ragnatele che da allora ricoprono il territorio costituivano una valida difesa; all'inizio l'esperimento ha avuto successo, ma la situazione è sfuggita di mano quando un collega dello scienziato ha proposto una nuova tecnica di produzione, generando ragni non solo più grandi ma anche più aggressivi e immuni a un piccolo proiettore a raggi che teneva a bada i precedenti. Alla fine, sia i nativi sia i ragni assaltano lo stabilimento.
- 1934 - Le sette fatiche (The Seven Geases) di Clark Ashton Smith, racconto pubblicato nella rivista di fantascienza Weird Tales (tradotto in italiano in Hyperborea per la Fanucci nel 1989). Il protagonista, come seconda prova o fatica, deve inoltrarsi come dono sacrificale nella grotta del dio-ragno Atlach Nacha, dotato di parola, che gli appare come "una sagoma scura, simile a un uomo accucciato, ma munita di numerose zampe di ragno". Quest'ultimo accetta il dono di buon grado, ma libera l'eroe dopo averlo ghermito perché non intende perdere il proprio tempo cercando di estrarlo dai "curiosi frammenti di metallo" che costituiscono la sua armatura.
- 1947 - Il sentiero dei nidi di ragno di Italo Calvino. Un ragazzino di nome Pin giunge in un posto dove i ragni fanno i loro nidi e, contagiato dalla crudeltà degli uomini, finisce con l'infilzare gli animali.
- 1955 - Il pianeta dimenticato di Murray Leinster. Racconto di fantascienza, pubblicato su Urania, in cui un gruppo di uomini deve affrontare ragni, coleotteri e farfalle di dimensioni gigantesche, dopo essere atterrato su un altro pianeta.
- 1980 - Conan e il dio-ragno (Conan and the Spider-God) di Lyon Sprague de Camp. Romanzo fantasy in cui Conan, il personaggio creato da Robert Ervin Howard, affronta ed uccide una divinità dall'aspetto di ragno chiamata Zath.
- 2004 - Il veleno del ragno (Maléfices) di Maxime Chattam. Gli abitanti di una tranquilla cittadina sono vittime di misteriosi morsi di ragno.
- Nell'opera di J. R. R. Tolkien:
  - Ungoliant (nel Silmarillion)
  - Shelob (nel Signore degli Anelli)
- Nel mondo di Harry Potter:
  - Aragog
- In Tre millimetri al giorno di Richard Matheson il ragno è il costante nemico del protagonista, ormai lillipuziano, che vive in uno scantinato.

### Nella musica
- Le danze popolari della pizzica e della tarantella nascono come esorcismo per le donne tarantate, contaminate dalle punture di tarantola.
- 1966 - Boris the Spider dei Who, dall'album A Quick One. Il protagonista si sente simile a un ragno nel suo appartamento, incompreso come lui (vedi Il ragno freak).
- 1972 - Spider Woman degli Uriah Heep, dall'album The Magician's Birthday. Nel brano, il ragno è la metafora di un atteggiamento possessivo nei rapporti amorosi (mi incatenò così strettamente nella sua tela, quella notte persi la libertà).
- 1975 - Rancio E Mosca della Nuova Compagnia di Canto Popolare, dall'album Tarantella ca nun va 'bbona. Il ragno (lu rancio) esce dalla ranceria pe' se mangià la mosca malandrina, dando il via a una serie crescente di inseguimenti a scopo alimentare (da ultimo Esce il lione dalla lioneria, pe' se mangià la tigre malandrina), che terminano tutti con il ritornello «fuje madama ca mammeta sosca / sempe lu rancio va appriesso alla mosca».
- 1976 - Il ragno dei Banco del Mutuo Soccorso, dall'album Come in un'ultima cena. Il ragno parla in prima persona, affermando che tutti cadono nella tela, sedotti dalla sua abilità nel tessere; lui non perde mai il filo e, come Arianna o una sirena, invita a seguirlo nel "labirinto senza uscite" dove si trova il nostro "spazio ricamato".
- 1981 - Se ti tagliassero a pezzetti di Faber dall'album Fabrizio De André. I ragni sono creature magiche in grado di operare chirurgicamente in condizioni impossibili, come abili tessitori: "Se ti tagliassero a pezzetti, il vento li raccoglierebbe, il regno dei ragni cucirebbe la pelle e la luna tesserebbe i capelli e il viso, e il polline di Dio, di Dio il sorriso" (vedi Il ragno magico e taumaturgico).
- 1987 - Glass Spider di David Bowie, dall'album Never Let Me Down. Leggenda in cui una nidiata di ragni va invano alla ricerca della propria madre, un enorme ragno che sembra di vetro (vedi Il ragno freak).
- 1989 - Lullaby dei Cure, dall'album Disintegration. Un uomo-ragno, eternamente affamato, è la fobia del protagonista, nascosto nel letto della sua stanza, che alla fine viene divorato.
- 1992 - Kiss of the Spider Woman, musical di John Kander e Fred Ebb, con testi di Terrence McNally.  Basato sul romanzo di Manuel Puig El Beso de la Mujer Araña. Diretto da Harold Prince, il musical è stato rappresentato nel West End (1992) e a Broadway (1993) e ha vinto un Tony Award nel 1993 (Best Musical).
- 1999 - Spiders dei System of a Down, dall'album System of a Down. Il chip per computer V-chip, che blocca i contenuti violenti, viene descritto come piccolo, nero e dotato di molte zampe, e paragonato quindi ad un ragno. La metafora serve, probabilmente, per denunciare il controllo capillare dei governi sulla vita quotidiana; in questa chiave, l'espressione "the spiders all in tune" significherebbe "i chip funzionano a dovere" o "i chip sono perfettamente operativi".
- 2003 - I Cold intitolano Year of the Spider un loro album su cui campeggia, per l'appunto, un ragno nero. Una figura simile compare anche nel singolo Stupid Girl e, più piccola e bianca in un cerchio rosso (in alto a destra), in 13 Ways to Bleed on Stage.
- 2005
  - Whitey Kirst, Max Noce e "Philty Animal" Taylor fondano il gruppo rock/blues The Web of Spider che pubblica, nel 2007, l'omonimo album.

### Nei videogiochi e nei giochi di ruolo
- Lolth (o Lloth) - Divinità fittizia intermedia del pantheon drow, appartenente al gioco di ruolo fantasy Dungeons & Dragons (ambientazioni Forgotten Realms e Greyhawk).
- Gli Arachnotron, i Trite, Tick e alcuni boss di Doom, come Spider Mastermind e Vagary'+, hanno sembianze di ragno con notevoli varianti gli uni rispetto agli altri.
- I ragni del videogioco sandbox Minecraft, creature ostili di grossa taglia che attaccano il giocatore solo di notte. È presente anche il ragno delle caverne, una variante più rara del ragno.
- Nel videogioco Brütal Legend, ambientato in una realtà dominata dal metal, il protagonista Eddie Riggs, interpretato da Jack Black, si ritrova nel corso della storia ad affrontare la Metal Queen, un gigantesco ragno femmina metallico, per recuperare le sue ragnatele che in quell'universo vengono usate come corde di basso.